# Ібрагім III (маї Борну)
Ібрагім III (*д/н —1619/1625 або 1639) — 27-й маї (володар) і султан Борну в 1612/1618—1619/1625 або 1632—1639 роках.

## Життєпис
Походив з Другої династії Сейфуа. Син маї Ідріса III. Посів трон після смерті старшого брата Мухаммада VI за різними відомостями 1596, 1602 або 1617 року.
Є згадка, що в 1627 році Ібрагім III відправив посольство до османського бея в Триполі. На цьому факті засновано припущення, що він посів трон до 1632 року. Разом з тим Мухаммад VI, наслідуючи батькові, міг оголосити брата співправителем. За більшостю джерел панував протягом 7 років. Саме йому приписуються успішні дії проти султаната Кано в першій половині 1620-х років.
Саме в цей час було закладено початок економічної кризи, викликаної зміною клімату, насамперед розширенням пустелі Сахара, зменшенням придатних земель.
Помер Ібрагім III за різними відомостями 1619, 1625 або 1639 року. Йому спадкував брат Хадж-Омар.